# 薛孤延
薛孤 延（せつこ えん、生没年不詳）は、中国の北魏末から北斉にかけての軍人。本貫は代郡。

## 経歴
韓楼が乱を起こすと、その麾下に属した。後に王懐らとともに韓楼を討つ計画を立てたが、韓楼の部将の乙弗醜に知られたため、奮戦して乙弗醜を破り、北魏に帰順した。行台の劉貴の推薦で都督となり、征虜将軍の号を加えられ、永固県侯の爵位を受けた。後に高歓に属して都督となり、その起兵に従った。高歓の下で爾朱兆を広阿で破り、鄴を平定すると、功績により薛孤延の爵位は公に進み、大都督に転じた。中興2年（532年）、高歓が韓陵の戦いで爾朱氏を破ると、薛孤延は金紫光禄大夫の位を加えられた。永熙2年（533年）、赤谼嶺で爾朱兆を追撃して、第一領民酋長となった。
天平元年（534年）、東魏が建国されると、薛孤延は顕州刺史に任じられ、車騎将軍の号を加えられた。天平4年（537年）、高歓の下で西魏を攻撃した。蒲津にいたって、竇泰が敗戦したので、高歓は撤退を決定した。薛孤延は殿軍をつとめて、戦いながら退き、1日のうちに15口も刀を折る奮戦ぶりであった。帰還すると、梁州刺史に転じた。興和4年（542年）、玉壁の戦いに参加し、恒州刺史に転じた。武定元年（543年）、邙山の戦いに参加して宇文泰を破り、爵位は県公に進んだ。武定2年（544年）、高歓の下で山胡を撃破した。武定4年（546年）、西魏の玉壁を攻撃した。入朝して左衆将軍となり、平秦郡公に改封された。
武定6年（548年）、薛孤延は左廂大都督となり、東魏の諸軍とともに潁州を攻撃した。土山の建造を監督していたが、酒に酔っていたところを西魏軍に襲われる失態を犯した。武定7年（549年）、潁州が平定されると、諸将とともに鄴に帰り、華林園で宴会した。高澄は薛孤延を階下に座らせて孝静帝を辱めた。後に薛孤延は領軍将軍を兼ね、滄州刺史として出向し、温県男の別封を受けた。
天保元年（550年）、北斉が建国されると、薛孤延は都昌県公の別封を受けた。酒を好んで、酔っていることが多かった。しかし大軍で出兵するさいには、いつも先鋒をつとめ、韓軌・潘楽らと同列に扱われた。天保2年（551年）、太子太保となり、太子太傅に転じた。天保8年（557年）、肆州刺史に任じられ、開府儀同三司の位を加えられた。洛陽郡を食邑とし、まもなく河間郡を食邑とするよう改められた。乾明元年（560年）、常山王高演の命により鄭頤を尚薬局に捕らえた。

## 伝記資料
- 『北斉書』巻19 列伝第11
- 『北史』巻53 列伝第41